# Naviglio Pallavicino
Pour les articles homonymes, voir Pallavicino.

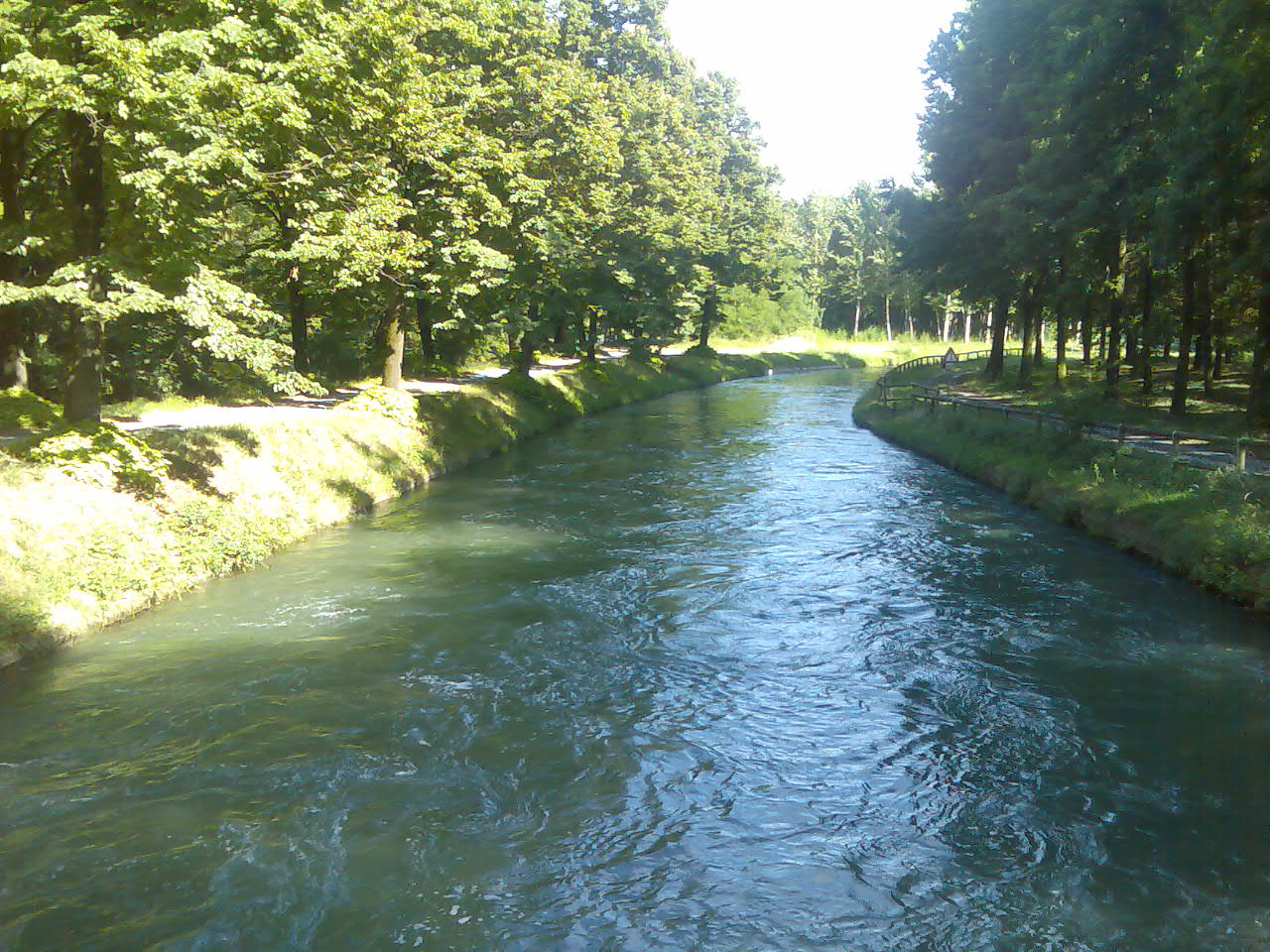
Le Naviglio sur la commune de Genivolta, entre les “Tombe Morte” et les 13 ponts

Le Naviglio Pallavicino, connu aussi comme Naviglio Grande Pallavicino ou simplement Naviglio Grande est un canal artificiel pour l’irrigation qui court dans la Province de Bergame et la Province de Crémone, dans le nord de l’Italie. Sa longueur est d’environ 35 km.

## Histoire
Sa réalisation débuta à partir de 1512 par le Marquis Galeazzo Pallavicino, capitaine des troupes françaises de Louis XII, qui vainquirent l’armée vénitienne dans la bataille de Agnadello (Agnadel en français), et à l’époque propriétaire d’un vaste territoire apporté en dot par son épouse Margherita Sforza.
Le Marquis, dans le but d'irriguer ses terrains et d’autres situés plus au sud, élargit et réadapte un cavo déjà existant, la Roggia Pumenenga, qui prend ses eaux directement dans l'Oglio.

## Hydrographie

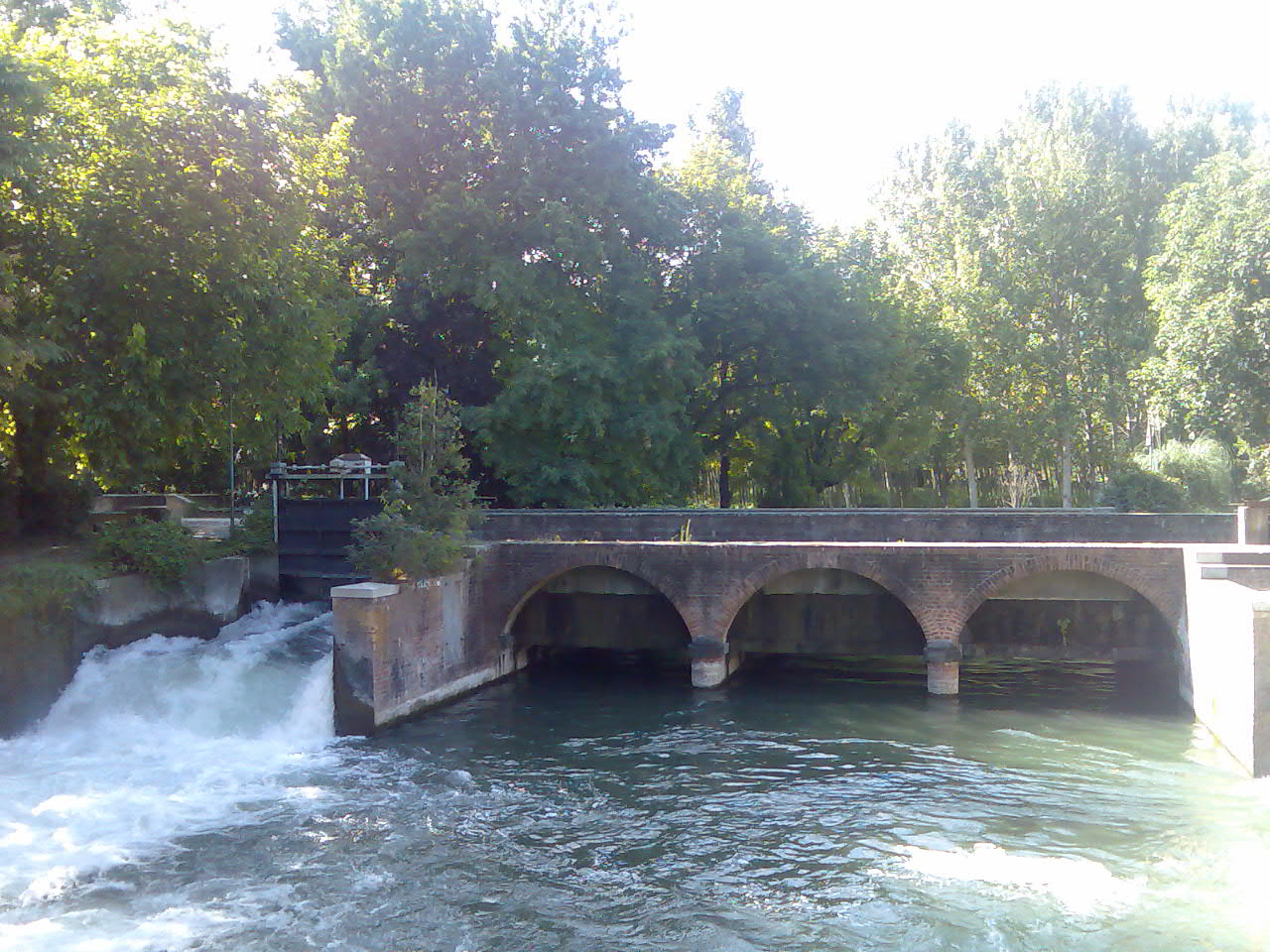
Le Canale Vacchelli enjambe le Naviglio aux Tombe Morte

Le Naviglio Pallavicino prend origine au fleuve Oglio entre Calcio et Pumenengo, en territoire bergamasque. Il baigne les centres de Torre Pallavicina, dont il prend le nom, et de Isengo (hameau de Soncino), où il entre en territoire crémonais.
Descendant vers le sud, il mouille la localité de Ticengo et traverse Cumignano sul Naviglio, avant de rencontrer le Naviglio di Cremona, dans le nœud hydraulique des Tombe Morte.
Aux Tombe Morte, le Naviglio Pallavicino est enjambé par le Naviglio di Cremona par l’intermédiaire d’une antique navazza réalisée en pierre (Pont-canal, nom donné en Lombardie à un ouvrage permettant à un cours d’eau d’en enjamber un autre), après quoi il reçoit le débit important du Canale Vacchelli, qui termine là son cours.
À partir de ce point, sur quelques kilomètres, les deux naviglio se suivent parallèlement en se rapprochant, accompagnés d’une dizaine de fossés d’assainissement de petite dimension. Ce lieu est une curiosité d'ingénierie hydraulique appelée Tredici Ponti de Genivolta (les treize ponts ).
Dans le voisinage de Mirabello (hameau de Casalmorano), sur sa gauche se détache le canal Ciria, important système d’irrigation sur le secteur oriental de la province.
Le cours principal, dont une grande partie des eaux sont déviées vers la Ciria, continue vers Casalbuttano ed Uniti où il rencontre de nouveau et enjambe le Naviglio Civico di Cremona, puis s’éloigne vers l’est.
Le Naviglio Pallavicino termine sa course près de Cascina Graffignana, du côté de Corte de' Cortesi con Cignone. Immédiatement après le pont, le Naviglio se divise en deux. Le cavo de gauche prend le nom de  Canobbia Vecchia et se dirige vers Olmeneta où il conflue dans la Ciria; l'autre canal poursuit vers l’est, avec le nom de Ciria Vecchia, confluant dans la Ciria.
La Ciria poursuit en direction de Corte de' Frati, Grontardo, Pescarolo ed Uniti, etc., jusqu’aux confins orientaux de la province.

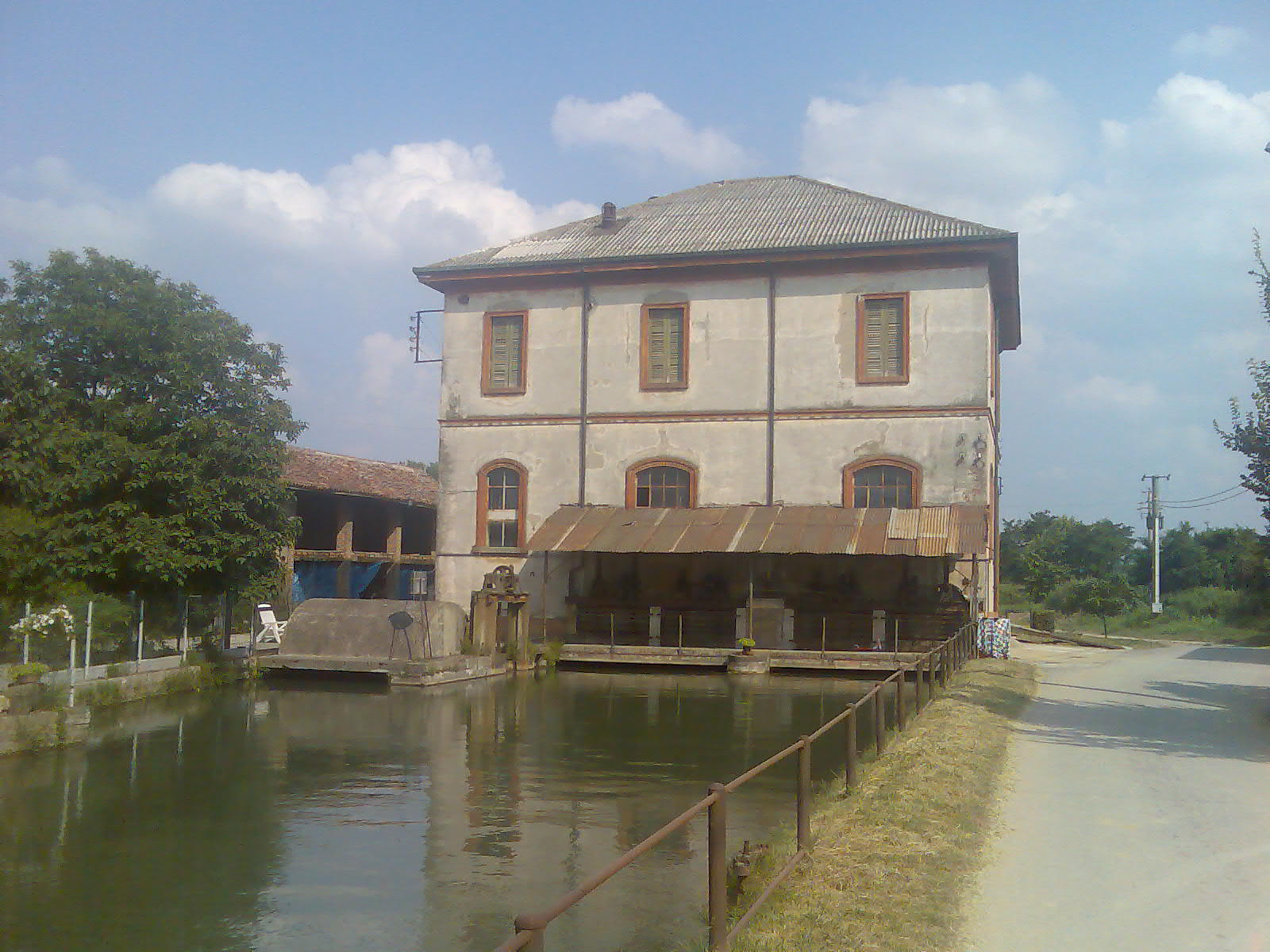
La vieille centrale électrique de Mirabello Ciria, hameau de Casalmorano.

## Utilisation des eaux
Le Naviglio alimentait de nombreux moulins (dont certains bien conservés comme celui de Cumignano, au centre du pays, et celui de Casalbuttano, voisin de la gare ferroviaire), aujourd’hui ils sont supplantés dans leur fonction par des installations plus modernes. Le même principe fut utilisé en 1920 et 1940 pour la production d’énergie électrique par la construction de 3 centrales hydroélectriques à Genivolta, Mirabello et Campagnola. Après la Seconde Guerre mondiale, avec la nationalisation de la production électrique, les 3 centrales furent abandonnées pour non rentabilité. 